# Bunchosia ternata
Bunchosia ternata là một loài thực vật có hoa trong họ Malpighiaceae. Loài này được Dobson mô tả khoa học đầu tiên năm 1977.